# Insomniac Games
Insomniac Games — американская студия, занимающаяся разработкой компьютерных игр; её офис находится в городе Бербанк, штат Калифорния. Компания наиболее известна как создатель таких серий компьютерных игр, как Spyro the Dragon, Ratchet & Clank, Resistance и Marvel’s Spider-Man, а также игрой Sunset Overdrive 2014 года. В 2019 году студия была приобретена Sony Interactive Entertainment, став частью SIE Worldwide Studios.
Компания была основана в феврале 1994 года Тедом Прайсом под названием Xtreme Software, год спустя переименована в Insomniac Games. Первым проектом студии стал шутер от первого лица Disruptor для PlayStation, который, несмотря на в основном положительные рецензии критиков, провалился с коммерческой точки зрения и едва не привёл новоиспечённую студию к банкротству. В 1998 году Insomniac разработала платформер Spyro the Dragon, выпущенный Sony Computer Entertainment — эта игра положила начало одноимённой серии игр, и в течение двух лет были выпущены два продолжения. После Spyro Insomniac продолжила своё сотрудничество с Sony и разрабатывала две серии игр для консолей PlayStation — Ratchet & Clank и Resistance. Игры в обеих сериях получили положительные отзывы от критиков и оказались коммерчески успешными для студии. В 2013 году Insomniac разработала первый в своей истории мультиплатформенный проект — Fuse, выпущенный Electronic Arts. Но игра оказалась одной из самых низкооцённых в истории студии.
Начиная с 2014 года портфолио игр Insomniac становится более разнообразным — в этом году студия разработала Sunset Overdrive для консоли Xbox One, затем выпустила подводную метроидванию Song of the Deep в 2016 году, а также несколько мобильных игр и проектов для очков виртуальной реальности. В 2016 году студия выпустила ремейк первой части Ratchet & Clank, а в 2018 — Marvel’s Spider-Man. В 2020 году игра по Человека-паука получила спин-офф для PlayStation 4 и PlayStation 5 — Marvel’s Spider-Man: Miles Morales. На текущий момент последним выпущенным проектом студии является Marvel’s Spider-Man 2; сейчас Insomniac работает над Marvel’s Wolverine.
До 2019 года Insomniac была независимой частной компанией и создавала игры для Sony, Microsoft, Electronic Arts и Oculus. В 2019 году Sony объявила о приобретении студии. Компания неоднократно называлась различными игровыми изданиями одним из лучших разработчиков видеоигр, а Общество управления человеческими ресурсами признало студию одним из лучших мест для работы в США.

## История

### 1994—1996: основание иDisruptor

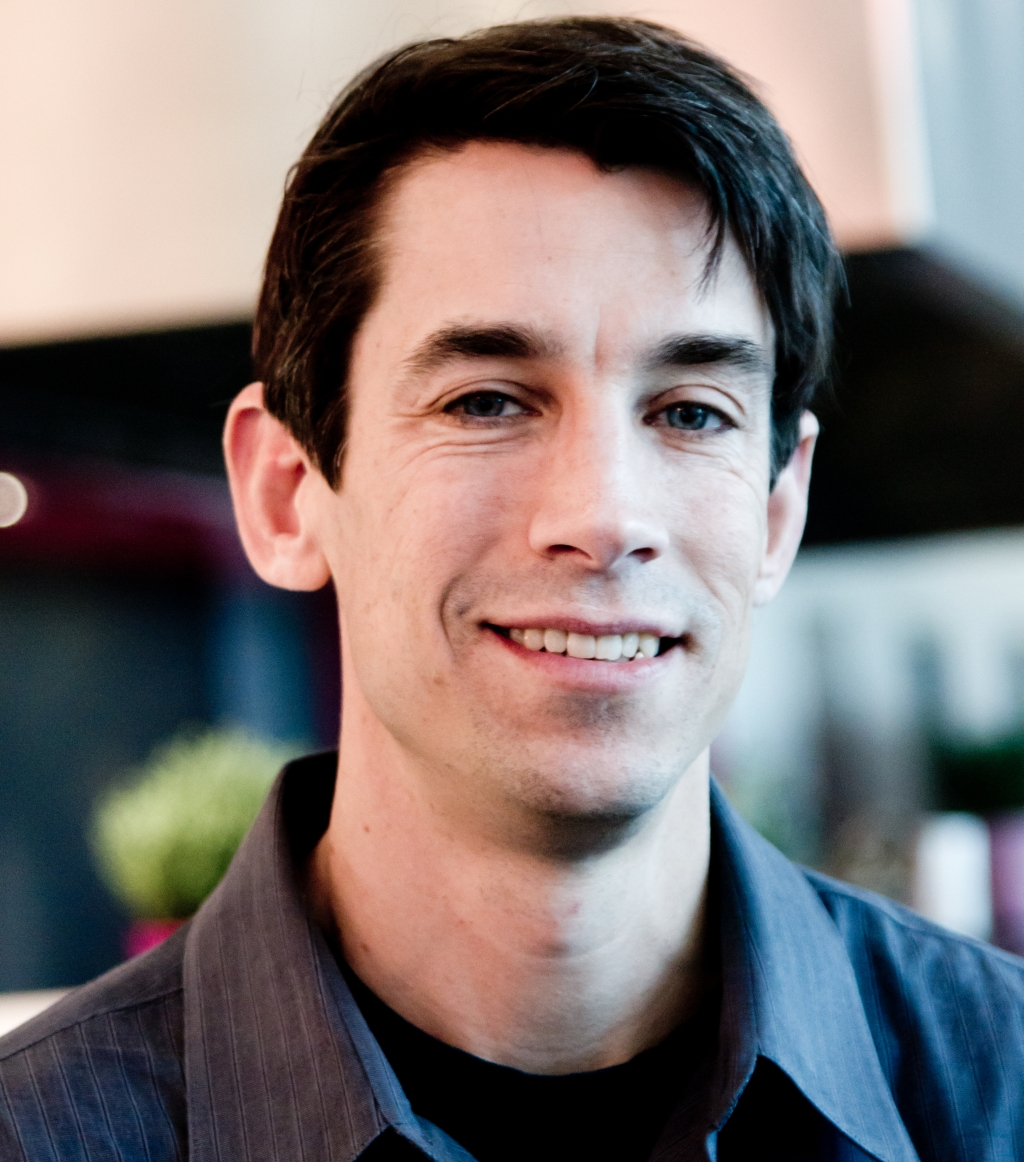
Тед Прайс, основатель и главный исполнительный директор студии

Будущая Insomniac Games была основана в Сан-Диего Тедом Прайсом, выпускником Принстонского университета. До создания собственной компании Прайс работал в местной фирме по оказанию индивидуальных медицинских услуг Call Doctor, которую возглавлял его дядя Грешем Бейн. Хотя Прайс и не имел отношения к игровой индустрии ни по образованию, ни по опыту работы, он мечтал создавать собственные игры с детства и в студенческие годы, по собственным словам, даже слишком много играл в видеоигры — по его словам, «мой выпускной балл был бы выше, если бы не Metroid и Zelda». Хотя в фирме дяди Прайс приобрёл разнообразный ценный опыт — от программирования баз данных до работы с финансами и инвестициями — свою работу он не любил и надеялся заняться чем-то более творческим. Прайс зарегистрировал компанию под названием Xtreme Software, будущую Insomniac Games, 28 февраля 1994 года. По воспоминаниям Прайса, он перебрал несколько названий, в том числе Outzone и Planet X.
В июне 1994 года к Прайсу присоединился Алекс Хастингс, тоже выпускник Принстона; он был младше Прайса и на момент основания компании ещё учился на последнем курсе. В Принстоне они даже не встречались, но у матери Прайса была подруга, чей сын жил в общежитии университета вместе с Хастингсом и называл его «лучшим программистом, которого когда-либо встречал». По этой рекомендации Прайс связался с Хастингсом и взял его к себе на работу, как только тот окончил университет. Чуть позже к ним присоединился брат Алекса Брайан.
Дебютным проектом Xtreme Software стала игра Disruptor — шутер от первого лица, подражавший чрезвычайно модной на тот момент Doom. Disruptor разрабатывалась для игровой приставки Panasonic 3DO; инструментарий для создания игр на этой платформе был недорогим, кроме того, Xtreme возлагала на консоль от Panasonic большие надежды. Хастингс за несколько недель написал для игры движок; Прайс сделал графику, анимацию и звуковые эффекты — это уже была демо-версия, которую можно было показывать издателям. Никто из издателей игрой не заинтересовался; в какой-то момент у студии заканчивались деньги, и Хастингс спал у Прайса на диване.
В конечном счёте Прайсу удалось договориться с недавно основанной компанией Universal Interactive Studios; её президент Марк Серни оказался впечатлён проделанной работой и договорился с Xtreme Software о выпуске трёх игр. Поскольку в Сан-Диего было трудно найти художников для игры, студия переехала в Лос-Анджелес, поближе к офису Universal. Xtreme арендовала помещение в уже облюбованном внутренними студиями Universal здании, которое до них занимала Amblin Entertainment; буквально по соседству находился офис Naughty Dog, и сотрудники двух студий сдружились друг с другом. Для игры были записаны кат-сцены с живыми актёрами — эти ролики поставила режиссёр Кэтрин Хардвик. Такой подход в это время был достаточно распространённым, так как ролики с живыми актёрами стоили дешевле, чем трёхмерная компьютерная анимация. Хотя игра давалась в разработке тяжело, она получала одобрительные отзывы от коллег по индустрии. Так, на Game Developers Conference один из создателей Doom Джон Ромеро взглянул на Disruptor и сказал «довольно круто», что окрылило разработчиков.
В 1995 году, когда студия только готовилась представить Disruptor на выставке Electronic Entertainment Expo, ей пришлось спешно сменить название: оказалось, что в США уже есть компания по разработке баз данных Xtreme Software. Сотрудники студии предлагали каждый своё название, например, Ragnarok Software, The Resistance Incorporated, Moon Turtle или Ice Nine («Лёд-девять»). Брайан Хастингс, почерпнувший последнее название из романа Курта Воннегута «Колыбель для кошки», даже связался с писателем и получил разрешение использовать эти слова в названии компании. Тем не менее, оказалось, что под этим же названием без всякого разрешения уже зарегистрирована другая компания. Итоговое название Insomniac — «человек, страдающий бессонницей» — было символическим; по словам Прайса, «мы все тогда страдали бессонницей, никто не спал». Это название не было занято, так что его успешно удалось зарегистрировать.
Из-за того, что 3DO показала себя не так, как ожидал издатель, Серни предложил Insomniac поменять платформу и разрабатывать игру для только что вышедшей приставки PlayStation. Алекс Хастингс в течение месяца переписал движок игры под новую платформу. Disruptor вышла в ноябре 1996 года, перед сезоном рождественских продаж. Она получила положительные отзывы от игровых критиков, но провалилась в продажах. Издатель её практически никак не рекламировал; по воспоминаниям Прайса, вся рекламная кампания свелась к двум объявлениям в журналах и визиту представителей прессы в офис студии, никакой рекламы на телевидении у игры не было. Как вспоминал Прайс, критики называли Disruptor «лучшей игрой, о которой никто никогда не слышал» или «тёмной лошадкой года», а сама студия посчитала игру для себя «уроком».

### 1996—2000:Spyro the Dragon
Несмотря на низкие коммерческие показатели, Universal продолжила сотрудничать с Insomniac и решила издать их следующую игру. Двухлетняя разработка Disruptor далась студии тяжело. Вместо того, чтобы делать продолжение этой мрачной и напрочь лишённой юмора игры, разработчики решили создать что-то совершенно новое, более весёлое и жизнерадостное. Марк Серни отмечал, что на рынке игр для PlayStation есть незанятая ниша семейных игр, рассчитанных на детей и их родителей, игры такого рода выпускала компания Nintendo для своих консолей. По совету Серни вместо очередного шутера Insomniac решили сделать игру такого рода. Студия устроила мозговой штурм; художник Крейг Ститт заявил, что всегда хотел сделать игру о драконах — эта идея казалась полной противоположностью Disruptor, и разработчики уцепились за неё. В это же время, в 1996 году, вышел фильм «Сердце дракона», где нарисованного с помощью компьютерной графики дракона озвучивал Шон Коннери — этот фильм подогрел интерес к «драконьей» теме. У PlayStation не было собственного маскота, и многие студии в то время пытались создать ярких персонажей, которые могли бы занять эту роль.
Студия привлекла художника и аниматора Чарльза Зембилласа, который сделал первые наброски дракона Спайро. Студия несколько раз переработала образ персонажа, желая сделать его более милым. Алекс Хастингс приступил к созданию движка, позволявшего реализовывать большие открытые пространства с панорамными видами; такой движок позволял бы персонажу планировать по воздуху. За образец студия взяла платформер Super Mario 64 — эта игра была примечательна очень плавным и мгновенно реагирующим на действия игрока движением персонажа, и Insomniac надеялась создать нечто похожее. Игра Spyro the Dragon вышла в сентябре 1998 года. Хотя обозреватели и называли Spyro the Dragon «детской», игра получила положительные отзывы от критиков и несколько наград от игровых изданий. Продажи игры сразу после выхода были достаточно низкими, но после Рождества, благодаря сарафанному радио, коммерческие показатели выросли — в итоге было продано больше двух миллионов копий.
Разработка игры-продолжения Spyro 2: Ripto’s Rage! началась вскоре после выхода первой части. Штат разработчиков был расширен до тринадцати человек. Команда сочла разработку сиквела достаточно непростой задачей для себя — они хотели не просто скопировать первую игру, но создать что-то новое, «революционное, а не эволюционное». Так, Спайро получил новые способности — плавать под водой, лазать по лестницам, делать рывок вверх во время полёта; во второй части появилось множество мини-игр, разнообразящих геймплей. Команда также написала более проработанный сюжет, чем в первой части, и создала намного больше кат-сцен на движке. Spyro 2 был выпущен в конце 1999 года. Гастингс отмечал, что беспокоился насчёт релиза игры, так как цикл разработки шёл в ускоренном темпе.
После выхода Ripto’s Rage! Sony попросила Insomniac разработать триквел. Чтобы сделать игру ещё более разнообразной в сравнении с предшественницами, команда ввела четыре новых игровых персонажа, помимо самого Спайро, каждый со своими особыми способностями; в игре появились новые, ещё более сложные мини-игры — например, трюки на скейтборде или плавание на подводных лодках. Штат разработчиков расширился до 20—25 человек, среди которых был Брайан Олгейер, ставший позднее директором студии. Spyro: Year of the Dragon вышла осенью 2000 года и была, как и предыдущие, успешной. Она стала последней игрой в серии, за которую отвечала Insomniac, права на франшизу Spyro сохранила за собой Universal. Выпустив за три года три игры о драконе Спайро, Insomniac решила перейти к совершенно новому проекту. Студия сменила офис, переехав в новое здание в двух кварталах от старого здания Universal. По воспоминаниям Прайса, это не было следствием какого-то конфликта, они просто уступили место внутренним студиям Universal, которым нужно было расширяться.

### 2000—2005:Ratchet & Clank
Мы решили, что для нас лучше начать новую франшизу, попробовать придумать нового персонажа, чем пытаться снова что-то сделать со Спайро.
В 2000 году Sony выпустила на смену PlayStation новую, более мощную приставку PlayStation 2. Ещё до выхода этой приставки Insomniac начала разрабатывать для неё проект под названием Monster Knight — игру в жанре action-adventure от третьего лица. В этой игре героиня Мади должна была сражаться с различными монстрами и использовать приручённых монстров в качестве средств передвижения, оружия и даже доспехов. Эта концепция никогда не была реализована в программном виде и осталась только на бумаге.
Вторым проектом для PlayStation 2 была Girl with a Stick, вдохновлённая The Legend of Zelda и Tomb Raider; игрок должен был управлять девушкой-колдуньей в фэнтезийном мире, оформленном в духе цивилизации майя. Girl with a Stick задумывалась как более взрослая и серьёзная игра по сравнению со Spyro, призванная показать, что Insomniac может делать игры других жанров, а не только платформеры. Несмотря на «полшага» в сторону более взрослых игр, Girl with a Stick, впрочем, все ещё была достаточно мультяшной и всё-таки напоминала Spyro и по визуальному оформлению, и по геймплею — разработчики туманно представляли для какой аудитории она предназначена. Им не удалось добиться, чтобы проект хоть в каком-то аспекте выделялся среди других игр. Даже сотрудники Sony относились к проекту скептически, считая, что игра не будет коммерчески успешной, и порекомендовали Insomniac «использовать свои сильные стороны». В результате спустя полгода после начала работы над проектом Тед Прайс признал свою ошибку — Girl with a Stick была отменена. Прайс говорил, что Girl with a Stick стала «уроком» для Insomniac и первой неудачей студии.
Спустя две недели после отмены Girl with a Stick Брайан Хастингс предложил концепцию научно-фантастической игры про космос; её герой-инопланетянин должен был путешествовать по разным планетам, используя различные гаджеты и оружие. Этот персонаж, который станет Рэтчетом, поначалу больше напоминал ящерицу; позже разработчики придумали ему историю и спутника. Герой должен быть мохнатым первобытным существом, которого робот — будущий Кланк, тоже поначалу напоминавший механическую ящерицу, — знакомит с космическими чудесами в общем приключении со спасением Галактики. Под влиянием идеи «пещерного человека» художники длительное время рисовали приземистых «неандертальцев»; в итоге Рэтчет стал «ломбаксом» — более стройным и героическим на вид существом; его оружием первоначально была дубина, но в итоговой версии он вооружён высокотехнологичным гаечным ключом. Основными источниками вдохновения выступила игра Conker’s Bad Fur Day. Чтобы проект отличался от предыдущих игр Insomniac, разработчики сделали более сложный геймплей и добавили стрельбу и элементы RPG. В студии все были в восторге от концепции игры, однако Insomniac не смогла разработать демоверсию из-за отсутствия подходящего движка. Джейсон Рубин от лица Naughty Dog предложил Insomniac использовать их движок от Jak and Daxter: The Precursor Legacy. Игра под названием Ratchet & Clank вышла в ноябре 2002 года. Она получила положительные отзывы от критиков и игроков.
За пять месяцев до выхода Ratchet & Clank Sony одобрила разработку сиквела. Insomniac хотела привнести во вторую часть новые элементы геймплея; на основе отзывов игроков разработчики улучшили некоторые механики геймплея первой части. Примерно через год вышла Ratchet & Clank 2, получившая признание среди критиков. Кроме того, Insomniac закончили прототип Ratchet & Clank 3, в которой появился мультиплеер. Алекс Хастингс продолжил работать над оптимизацией движка, увеличив его вычислительную мощность для точных настроек игры. Продажи третьей части оказались значительно выше предыдущих частей, а сама игра стала самой высокооценённой в серии.
За три года Insomniac разработали три игры Ratchet & Clank. В 2005 году студия решила поменять направление франшизы. Гастингс надеялся, что следующая игра будет более мрачной, чем её предшественницы. В результате авторы решили переключить своё внимание на состояние Рэтчета. Разработчики вдохновлялись фильмом «Бегущий человек» и мангой «Королевская битва». Геймплей остался практически таким же, но роль Кланка была уменьшена настолько, что его имя было даже удалено из названия. Ratchet: Deadlocked вышла в конце 2005 года и получила положительные отзывы от критиков.

### 2006—2012: эпоха PlayStation 3

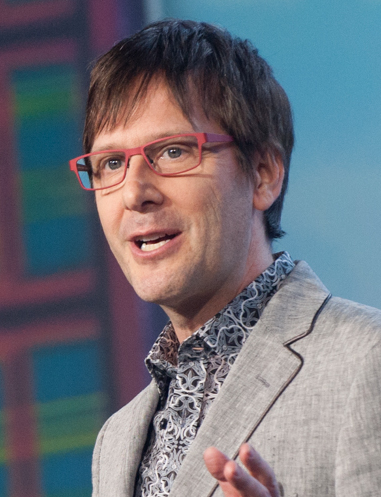
Марк Серни выступал одним из консультантов нескольких игр Insomniac

За годы, пока Insomniac занималась разработкой серии Ratchet & Clank, в студии возникло желание поработать над чем-то другим. В 2006 году должен был состояться релиз PlayStation 3; в преддверии смены поколений приставок команда посчитала, что покупатели новой консоли будут уже более «взрослыми», и решила разработать совершенно новую игру. Для Insomniac это также была возможность отойти от жанра платформеров. Новый проект начали разрабатывать после завершения Ratchet: Deadlocked.
Этим проектом стал шутер от первого лица Resistance: Fall of Man. Разработчики, в частности, вдохновлялись романом Роберта Хайнлайна «Звёздный десант». Insomniac перепробовала несколько идей — на ранних этапах разработки игра представляла собой командный шутер; в ней должен был быть сюжет в духе космической оперы с путешествиями во времени, футуристическое оружие, и враги поначалу напоминали «гигантских ящериц» или «уток». От идеи «космической оперы» студия отошла, боясь слишком большого сходства с играми серии Halo. Представитель Sony Конни Бут, ознакомившись с ранней демо-версией игры, заявила, что «веселее было бы стрелять в людей или человекоподобных существ». Разработчики сочли, что Бут права, и создали более похожих на людей противников-«Химер». В соответствии с этими переменами был переписан и сюжет игры, ушедший в альтернативную историю — разработчики рассматривали возможность развернуть игру во времена Первой мировой войны, но в конечном счёте остановились на периоде Корейской войны.
Resistance: Fall of Man вышла эксклюзивно на PlayStation 3 в ноябре 2006 года. Чтобы уложиться в намеченный срок релиза команда взяла быстрый темп, и разработка, по заявлению команды, проходила непросто. Игра получила положительный отклик от игроков и критиков и оказалась коммерчески успешной, хоть и вызвала некоторые скандалы. Так, в ней местом битвы с Химерами становится детально смоделированный Манчестерский собор, что вызвало возмущение Церкви Англии. Resistance 2 вышла в ноябре 2008 года. Разработка сиквела осложнялась спорами между сотрудниками из-за того, что команда хотела кардинально изменить игру.
Тем временем, параллельно с Resistance студия работала с франшизой Ratchet & Clank. Когда пришла эпоха PlayStatin 3, команда решила полностью переписать франшизы, что вылилось в подсерию Future — в период с 2007 по 2009 года вышли Ratchet & Clank Future: Tools of Destruction, Ratchet & Clank Future: Quest for Booty и Ratchet & Clank Future: A Crack in Time. В 2008 году компания основала в Северной Каролине новую студию из 25—30 человек во главе с Чадом Дезерном и Шоном Маккейбом. Новоиспечённая студия отвечала за некоторые игры в Ratchet & Clank.
Обе франшизы получили свои продолжения в 2010-х годах. Команда из Северной Каролины разработала Ratchet & Clank: All 4 One, которая получила смешанные отзывы от критиков. Тем не менее, она продолжила разработку следующей игры серии — Ratchet & Clank: Q-Force. Они расширили уровни предыдущих игр серии и добавили элементы Tower Defense.
Основная команда же работала над Resistance. Во время разработки Resistance 3 они внимательно изучили комментарии игроков об отрицательных аспектах второй части и решили сделать триквел более похожим на Fall of Man, сосредоточившись на сюжете. По словам представителей команды, такой подход мог серьёзно отличаться от других шутеров от первого лица. Resistance 3 была расценена командой как лучшая игра в серии, однако игра провалилась по продажам. По словам Теда Прайса, в команде все были разочарованы таким исходом, но всё равно гордились продуктом. В начале 2012 года Прайс объявил, что студия больше не будет участвовать в создании Resistance. Sony сохранила за собой права на франшизу.

### 2012—2019: расширение игрового портфолио
До 2010 года Insomniac разрабатывала свои игры исключительно для консолей PlayStation, после чего студия объявила о заключении партнёрства с Electronic Arts через программу EA Partners для разработки мультиплатформенной игры для PlayStation 3 и Xbox 360. Команда хотела охватить ещё более широкую аудиторию, сохранив при этом права на интеллектуальную собственность и полный контроль над своими франшизами. О своём новом проекте компания ничего не рассказывала. Была основана новая дочерняя студия Insomniac Click, которая специализировалась на казуальных играх для Facebook. Insomniac также сотрудничала с Electronic Arts, которой принадлежал разработчик Playfish, чтобы помочь с охватом аудитории для нового проекта. Этим проектом стала Outernauts, выпущенная для браузеров и мобильных устройств под управлением iOS. Позже Click была объединена с Insomniac, а браузерная версия закрылась.
На E3 2011 Electronic Arts представили проект Overstrike. Ведущим гейм-дизайнером был Брайан Олгейер. Команда считала, что Overstrike понравится подросткам, однако после нескольких сессий тестирования в студии поняли, что их проект является «слишком простым» для целевой аудитории. Команда разработала для игры множество видов оружия, из которых ни одно не имело отношения к сюжету. В результате разработчики переделали и серьёзно изменили игру, чтобы привлечь игроков постарше и сделать оружие важной частью игры. Основной упор проекта делался на совместное прохождение — по словам разработчиков, в те годы кооперативные игры были достаточно популярными. Проект был переименован во Fuse и вышел в мае 2013 года. Fuse оказался одним из самых низкооценённых проектов в истории Insomniac и стал вторым кряду коммерческим провалом; например, в чарте Великобритании игра дебютировала лишь на 37-м месте спустя неделю после релиза. Впоследствии, в команде Fuse рассматривали как «полезный урок» для студии, позволяющий понять, в создании каких игр они хороши. Приём Fuse показал, что они должны разрабатывать «красочные и весёлые игры, оснащённые необычным и иногда глупым оружием». Кроме Fuse, Insomniac также разработали ещё одну часть в подсерии Future во франшизе Ratchet & Clank — Ratchet & Clank: Nexus, которая вышла в конце 2013 года.
Вместе с Fuse, Insomniac занималась разработкой Sunset Overdrive, работа над которой началась почти сразу же после завершения Resistance 3. Основными источниками вдохновения для игры выступили комикс «Танкистка», фильм «Я — легенда», ситком «Подрастающее поколение», маски на Хэллоуин 60-х годов и конструктор Lego. Ведущими авторами Sunset Overdrive выступали Маркус Смит и Дрю Мюррей. Их первую демонстрацию наработок в студии отклонили, считая проект «слишком запутанным». На повторную демонстрацию дуэту была дана всего одна неделя. Когда проект начали представлясть различным издателям, они отклоняли его из-за желания Insomniac сохранить за собой право интеллектуальной собственности на игру. Единственной компанией, которая согласилась издать Sunset Overdrive, стала Microsoft Studios, которая разрешила Insomniac владеть правами на игру. Sunset Overdrive вышла для консоли Xbox One в октябре 2014 года, на двадцатилетие Insomniac. Игра получила положительные отзывы от критиков и игроков, однако согласно утечке информации, полученной в результате взлома базы данных студии в декабре 2023 года, она оказалась коммерческим провалом — доход от продаж составил почти 50 миллионов долларов при бюджете в 42, Insomniac на игре заработала лишь 567 долларов.
Insomniac анонсировали Slow Down, Bull — коммерческий и благотворительный проект, ставший первой игрой в истории компании, выпущенной на Windows. Весной 2016 года студия выпустила ремейк Ratchet & Clank для PlayStation 4. В январе того же года Insomniac анонсировали подводную метроидванию Song of the Deep, вдохновлённую Metroid и Castlevania: Symphony of the Night. Игра была издана розничным продавцом GameStop.
На E3 2015 Insomniac анонсировали Edge of Nowhere — игра в жанре action-adventure с видом от третьего лица для очков виртуальной реальности Oculus Rift. В апреле того же года студия анонсировала ещё два проекта для VR-очков — hack and slash-игру Feral Rites и фэнтезийную многопользовательскую игру The Unspoken. По словам Теда Прайса, компания начала фокусироваться на VR-играх из-за того, что его команда с энтузиазмом смотрит на эту технологию, что позволяет ей развиваться в создании подобных игр. Студия подписала эксклюзивный контракт с Oculus VR, благодаря чему Insomniac сохранила права на интеллектуальную собственность своих VR-игр. Несмотря на соглашение, Прайс заявил, что Insomniac не откажется от разработки AAA-игр. На E3 2016 Insomniac представили AAA-проект — Marvel’s Spider-Man. Креативным директором игры был Брайан Интихар, который также выступал продюсером Sunset Overdrive.

Ранний логотип студии

В сентябре 2017 года Insomniac представила новый логотип. Компания заявила, что частью их ребрендинга было «мыслить за пределами Луны». Директор Insomniac Райан Шнайдер сказал, что логотип, в котором буква «О» заменена на Луну, представлял студию как разработчика «мультяшных» игр и плохо отражал всесторонность студии. Шнайдер также заявил, что компания планирует взаимодействовать с игроками, проводя стримы и формируя новую идентичность команды, не отказываясь при этом от своего прошлого.

### 2019—н.в: покупка Sony
В августе 2019 года Sony объявила о приобретении Insomniac Games. Таким образом, студия стала четырнадцатой компанией в SIE Worldwide Studios. Шон Лейден из Sony заявил, что они оценивали возможность покупки студии в течение некоторого времени, и успех Marvel’s Spider-Man поспособствовал этому. По его словам, студия останется под своим творческим контролем и получит доступ к инновационным технологиям SIE Worldwide. Приобретение за 24 895 миллионов иен было завершено 15 ноября 2019 года.
11 июня 2020 года Insomniac представила две новые игры — Marvel’s Spider-Man: Miles Morales и Ratchet & Clank: Rift Apart. Первая представляет собой спин-офф к первой части про Майлза Моралеса. Вместе с ремастером первой части она стала одной из самых первых игр для PlayStation 5. Ratchet & Clank: Rift Apart вышла 11 июня 2021 года на PlayStation 5.
9 сентября 2021 года на PlayStation Showcase Insomniac анонсировали два проекта по Marvel — Marvel’s Spider-Man 2 и Marvel’s Wolverine. Релиз игры про Человека-паука состоялся 20 октября 2023 года — проект получил всеобщее признание среди критиков и игроков.
В начале декабря 2023 года хакеры взломали базу данных Insomniac Games и выложили в Интернет спустя неделю — в ней были ранние геймплейные футажи, концепт-арты, список персонажей и озвучивающих их актёров игры про Росомаху, новая часть Ratchet & Clank, игра про Людей Икс и Венома, которая должна выйти в 2025 году в составе Marvel’s Spider-Man 2: Ultimate Edition. Кроме того, в базе данных были ноябрьские файлы, в которых говорилось о сокращении штата разработчиков Insomniac на 50—75 человек. Многочисленные представители игровой индустрии, такие как Нил Дракманн, Кори Барлог и Remedy Entertainment, выразили своё сочувствие студии в связи с утечкой. Сама компания назвала инцидент «крайне болезненной ситуацией» и отметила, что она «полна сил, а разработка Marvel’s Wolverine идёт по плану». В марте 2024 года фанаты обнаружили трейлер отменённой многопользовательской игры Spider-Man: The Great Web.

## Список разработанных игр
Список приведён согласно «Игромании».
| Год  | Название                              | Платформа(ы)                          |
| ---- | ------------------------------------- | ------------------------------------- |
| 1996 | Disruptor                             | PlayStation                           |
| 1998 | Spyro the Dragon                      | PlayStation                           |
| 1999 | Spyro 2: Ripto's Rage!                | PlayStation                           |
| 2000 | Spyro: Year of the Dragon             | PlayStation                           |
| 2002 | Ratchet & Clank                       | PlayStation 2                         |
| 2003 | Ratchet & Clank 2                     | PlayStation 2                         |
| 2004 | Ratchet & Clank 3                     | PlayStation 2                         |
| 2005 | Ratchet: Deadlocked                   | PlayStation 2                         |
| 2006 | Resistance: Fall of Man               | PlayStation 3                         |
| 2007 | Ratchet & Clank: Tools of Destruction | PlayStation 3                         |
| 2008 | Ratchet & Clank: Quest for Booty      | PlayStation 3                         |
| 2008 | Resistance 2                          | PlayStation 3                         |
| 2009 | Ratchet & Clank: A Crack in Time      | PlayStation 3                         |
| 2011 | Resistance 3                          | PlayStation 3                         |
| 2011 | Ratchet & Clank: All 4 One            | PlayStation 3                         |
| 2012 | Ratchet & Clank: Q-Force              | PlayStation 3, PlayStation Vita       |
| 2012 | Outernauts                            | iOS                                   |
| 2013 | Fuse                                  | PlayStation 3, Xbox 360               |
| 2013 | Ratchet & Clank: Nexus                | PlayStation 3                         |
| 2014 | Sunset Overdrive                      | Xbox One, Microsoft Windows           |
| 2015 | Slow Down, Bull                       | Windows, Mac OS X, Linux              |
| 2015 | Fruit Fusion                          | Android, iOS                          |
| 2015 | Bad Dinos                             | Android, iOS                          |
| 2015 | Digit & Dash                          | iOS                                   |
| 2016 | Ratchet & Clank                       | PlayStation 4                         |
| 2016 | Song of the Deep                      | Windows, PlayStation 4, Xbox One      |
| 2016 | Edge of Nowhere                       | Windows                               |
| 2016 | The Unspoken                          | Windows                               |
| 2016 | Feral Rites                           | Windows                               |
| 2018 | Marvel’s Spider-Man                   | PlayStation 4                         |
| 2018 | Seedling                              | Magic Leap One                        |
| 2019 | Stormland                             | Windows                               |
| 2019 | Strangelets                           | Magic Leap One                        |
| 2020 | Marvel’s Spider-Man: Miles Morales    | Windows, PlayStation 4, PlayStation 5 |
| 2020 | Marvel’s Spider-Man Remastered        | Windows, PlayStation 5                |
| 2021 | Ratchet & Clank: Rift Apart           | Windows, PlayStation 5                |
| 2023 | Marvel’s Spider-Man 2                 | Windows, PlayStation 5                |
| TBA  | Marvel’s Wolverine                    | PlayStation 5                         |

## Сотрудничество с другими студиями
Insomniac Games на протяжении многих лет сотрудничает с Naughty Dog — студии, которые в начале работы даже размещались в одном здании, неоднократно делились своими технологиями друг с другом. Несколько сотрудников, покинувших Insomniac, основали студию High Impact Games, которая позже сотрудничала и с Insomniac Games, и с Naughty Dog, поработав над несколькими играми серии Ratchet & Clank и также Jak and Daxter: The Lost Frontier. Бывший сотрудник Insomniac Нейтан Футс основал свою собственную студию Mommy’s Best Games и разработал игру Weapon of Choice. Райан Кунс, создатель симулятора свиданий HuniePop, также был выходцем из Insomniac.

## Признание
Издание IGN поставило Insomniac Games на двадцатое место своего списка лучших разработчиков видеоигр всех времён. Общество управления человеческими ресурсами признало студию одним из лучших мест для работы в США. В 2016 году журнал Fortune поставил Insomniac Games на 69-ю строчку списка лучших мест для работы для миллениалов. По итогам голосования игроков PlayStation от 2021 и 2023 года, Insomniac была признана «Студией года».